# Ryan Trebon

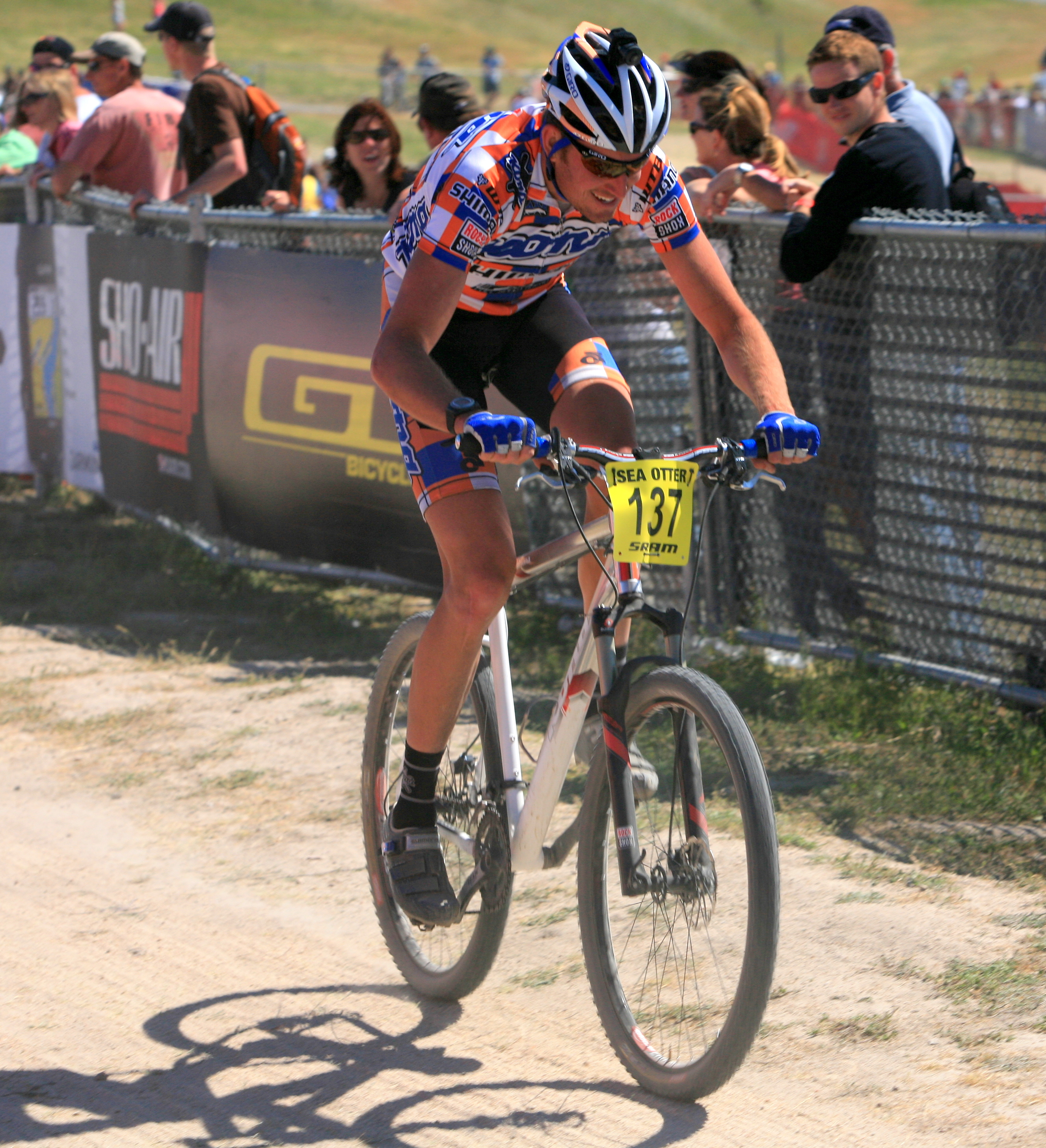
Ryan Trebon (2009)

Ryan Trebon (* 5. März 1981 in Loma Linda) ist ein US-amerikanischer Cyclocrossfahrer.
Ryan Trebon gewann seine ersten Crossrennen 2003 in Philadelphia und Camp Hill. Außerdem wurde er Dritter der nationalen U23-Meisterschaft. In den nächsten Jahren gewann er zahlreiche weitere Crossrennen. In der Saison 2006/2007 wurde er auch zum ersten Mal US-amerikanischer Meister, nachdem er in den Vorjahren mehrmals auf dem Podium stand.

## Erfolge - Cyclocross
2003/2004
- Wissahickon Cross, Philadelphia
- Lower Allen Classic, Camp Hill

2004/2005
- Grand Prix of Gloucester 2, Gloucester
- Chainbiter 9.0, Farmington

2005/2006
- Granogue Cross, Wilmington
- Grand Prix of Gloucester 2, Gloucester

2006/2007
- Whitmore's Landscaping Super Cross Cup 2, Southampton
- Grand Prix of Gloucester 1, Gloucester
- Grand Prix of Gloucester 2, Gloucester
- Granogue Cross, Wilmington
- Wissahickon Cross, Philadelphia
- Rad Racing Grand Prix, Lakewood
- US-amerikanischer Meister

2007/2008
- Cross Vegas, Las Vegas
- Redline North American Cross, Colorado
- Boulder Cup, Boulder
- USGP of Cyclocross #3, Mercer Cup, West Windsor
- USGP of Cyclocross #4 - Mercer Park, West Windsor
- USGP of Cyclocross - Portland Cup 2, Portland-Hillsborough

2008/2009
- Cross Vegas, Las Vegas
- Grand Prix of Gloucester 1, Gloucester
- Grand Prix of Gloucester 2, Gloucester
- N. American Trophy #7 - Whitmore's Landscaping Super Cross Cup 1, Southampton
- USGP of Cyclocross #6 - Portland Cup, Portland
- US-amerikanischer Meister

2009/2010
- Granogue Cross, Wilmington
- Wissahickon Cross, Philadelphia
- USGP of Cyclocross - Derby City Cup 1, Louisville
- USGP of Cyclocross - Mercer Cup 1, West Windsor

2010/2011
- Darkhorse Cyclo-Stampede International Cyclocross, Covington
- Jingle Cross Rock - Rock 2, Iowa City

2011/2012
- USGP of Cyclocross Planet Bike Cup 1, Sun Prairie
- USGP of Cyclocross New Belgium Cup 1, Fort Collins
- Cross after Dark, Irvine
- Spooky Cross, Irvine
- Colorado Cross Classic, Boulder
- Lionhearts International, Middletown
- Chicago Cross Cup New Year’s Resolution 1, Bloomingdale
- Chicago Cross Cup New Year’s Resolution 2, Bloomingdale

2012/2013
- NEPCX - Grand Prix of Gloucester 2, Gloucester
- Boulder Cup, Boulder
- Darkhorse Cyclo-Stampede, Covington
- Lionhearts International, Cincinnati
- USGP of Cyclocross - Deschutes Cup 1, Bend

2013/2014
- Colorado Cross Classic, Boulder
- Darkhorse Cyclo-Stampede, Covington
- MudFund - Derby City Cup 1, Louisville
- CXLA Weekend: Day 1 - Cross after Dark, Los Angeles

## Teams
- 2005 Aerospace Engineering Pro Equipe
- 2006 AEG Toshiba-Jetnetwork
- 2007 Kodakgallery.com-Sierra Nevada
- 2008 Kona
- 2009 Kona
- 2010 Kona